# Cape George (Richmond County, Nova Scotia)
Cape George är en udde och ett samhälle i Kanada. Den ligger i provinsen Nova Scotia, i den östra delen av landet, 1 200 km öster om huvudstaden Ottawa. Cape George ligger på ön Kap Bretonön.